# HMS Tenedos (H04)
«Тенедос» (англ. HMS Tenedos (H04) — військовий корабель, ескадрений міноносець типу «S» Королівського військово-морського флоту Великої Британії за часів Першої та Другої світових війн.

## Історія створення
«Тенедос» був закладений 6 грудня 1917 року на верфі компанії R. & W. Hawthorn Leslie & Company у Геббурні. 21 жовтня 1918 року він був спущений на воду, а 11 червня 1918 року увійшов до складу Королівських ВМС Великої Британії.

## Історія служби
Корабель брав участь у бойових діях на морі в Другій світовій війні.
У серпні 1939 року «Тенедос» разом із однотипними кораблями «Скаут», «Танет» і «Фракіан» сформували місцеву оборонну флотилію в Гонконзі. 24 серпня 1939 року «Тенедос» і «Скаут» вийшли з Гонконгу до Сінгапуру. 28 серпня два есмінці прибули до Сінгапуру, де їх швидко переобладнали на мінні загороджувачі, що включало демонтаж однієї 4-дюймової гармати та торпедних апаратів для розміщення 40 мін. З 4 до 8 вересня 1939 року обидва есмінці поставили мінне поле з 544 мін біля Сінгапуру, після чого «Скаут» повернули до нормальної конфігурації есмінця, тоді як «Тенедос» продовжував діяти як мінний загороджувач, а ще два мінні поля були поставлені на підходах до Сінгапуру до жовтня 1939 року.
23 березня 1940 року Королівський флот сформував Малайські сили з наміром не допустити вихід німецьких торгових суден з гаваней Голландської Ост-Індії. «Тенедос» разом із «Стронгхолд» патрулювали біля Сабанга, де п'ять німецьких суден опинилися в пастці. Після німецького вторгнення в Нідерланди в травні 1940 року німецькі торговельні судна були захоплені голландцями.

#### Індійський океан
З 31 березня по 10 квітня 1942 року 1-ше авіаносне ударне з'єднання Імперського флоту Японії під командуванням віцеадмірала Т.Нагумо з метою знищення та виведення з ладу військово-морських баз союзників та порушення систем морських комунікацій в акваторії Індійського океану провело зухвалий рейд. На той час в акваторії океану діяло британське угруповання флоту, з'єднання «A», яке вживало заходи щодо перехоплення та знищення японських сил.
Однак, 5 квітня в ході битви за Цейлон два британські важких крейсери — «Дорсетшир» і «Корнуолл» — були затоплені 53 японськими пікіруючими бомбардувальниками Aichi D3A2 Val. Загалом результатами рейду японського флоту для британців стали колосальні збитки, вони втратили один авіаносець, два крейсери, два есмінці, корвет, допоміжний крейсер, п'ять інших кораблів і суден і 45 літаків.